# Błędowo (gromada)
Błędowo – dawna gromada, czyli najmniejsza jednostka podziału terytorialnego Polskiej Rzeczypospolitej Ludowej w latach 1954–1972.
Gromady, z gromadzkimi radami narodowymi (GRN) jako organami władzy najniższego stopnia na wsi, funkcjonowały od reformy reorganizującej administrację wiejską przeprowadzonej jesienią 1954 do momentu ich zniesienia z dniem 1 stycznia 1973, tym samym wypierając organizację gminną w latach 1954–1972.
Gromadę Błędowo z siedzibą GRN w Błędowie utworzono – jako jedną z 8759 gromad na obszarze Polski – w powiecie chełmińskim w woj. bydgoskim, na mocy uchwały nr 24/4 WRN w Bydgoszczy z dnia 5 października 1954. W skład jednostki weszły obszary dotychczasowych gromad Błędowo, Płąchawy i Wiewiórki ze zniesionej gminy Płąchawy w tymże powiecie. Dla gromady ustalono 23 członków gromadzkiej rady narodowej.
1 stycznia 1956 gromadę włączono do powiatu wąbrzeskiego w tymże województwie.
1 stycznia 1958 do gromady Błędowo włączono wieś Dąbrówka ze zniesionej gromady Kotnowo w tymże powiecie.
Gromadę zniesiono 1 stycznia 1972, a jej obszar włączono do gromad Płużnica (sołectwa Dąbrówka, Płąchawy i Błędowo) i Nowawieś Królewska (sołectwo Wiewiórki) w tymże powiecie.